# Thorsten Becker (Schriftsteller)
Thorsten Becker (* 4. September 1958 in Oberlahnstein) ist ein deutscher Schriftsteller.

## Leben
Thorsten Becker wuchs in Köln auf. Nach dem Besuch des Gymnasiums begann er eine Schauspielausbildung in Wien am Max Reinhardt Seminar. Anschließend studierte er in Berlin an der Freien Universität Philosophie, Geschichte, Soziologie und Theaterwissenschaft. Er war als Schauspieler und Regieassistent in Köln, Stuttgart und Bochum tätig und unternahm zahlreiche Reisen, unter anderem in den Nahen Osten und nach Nordafrika. Heute lebt er als freier Schriftsteller in Berlin. Der Autor schreibt Gedichte, essayistische und autobiographische Texte sowie dramatische Szenen und übersetzt aus dem Französischen.
Thorsten Becker ist Mitglied im deutschen PEN.

## Werke
- Die Bürgschaft, Zürich 1985
- Die Nase, Köln 1987
- Schmutz, Zürich 1989 (nach dem Film von Paulus Manker)
- Tagebuch der arabischen Reise, Zürich 1991
- Mitte, Berlin 1994
- Schönes Deutschland, Berlin 1996
- Der Untertan steigt auf den Zauberberg, Reinbek bei Hamburg 2001
- Die Besänftigung, Reinbek bei Hamburg 2003
- Sieger nach Punkten, Roman, Reinbek bei Hamburg 2004
- Fritz, Roman, Reinbek bei Hamburg 2006
- Das ewige Haus, Roman, Reinbek bei Hamburg 2009
- Agrippina. Senecas Trostschrift für den Muttermörder Nero, Roman, Zürich 2011

## Auszeichnungen
Thorsten Becker erhielt 1985 den Aspekte-Literaturpreis und den FAZ-Preis für Literatur sowie 1990 den Turiner Premio Grinzane Cavour. Gefördert wurde er 2002 mit einem Aufenthaltsstipendium im Künstlerhof Schreyahn und 2008 mit einem Villa-Massimo-Stipendium. 2005 war er Stadtschreiber zu Rheinsberg.